# Bomba sucia

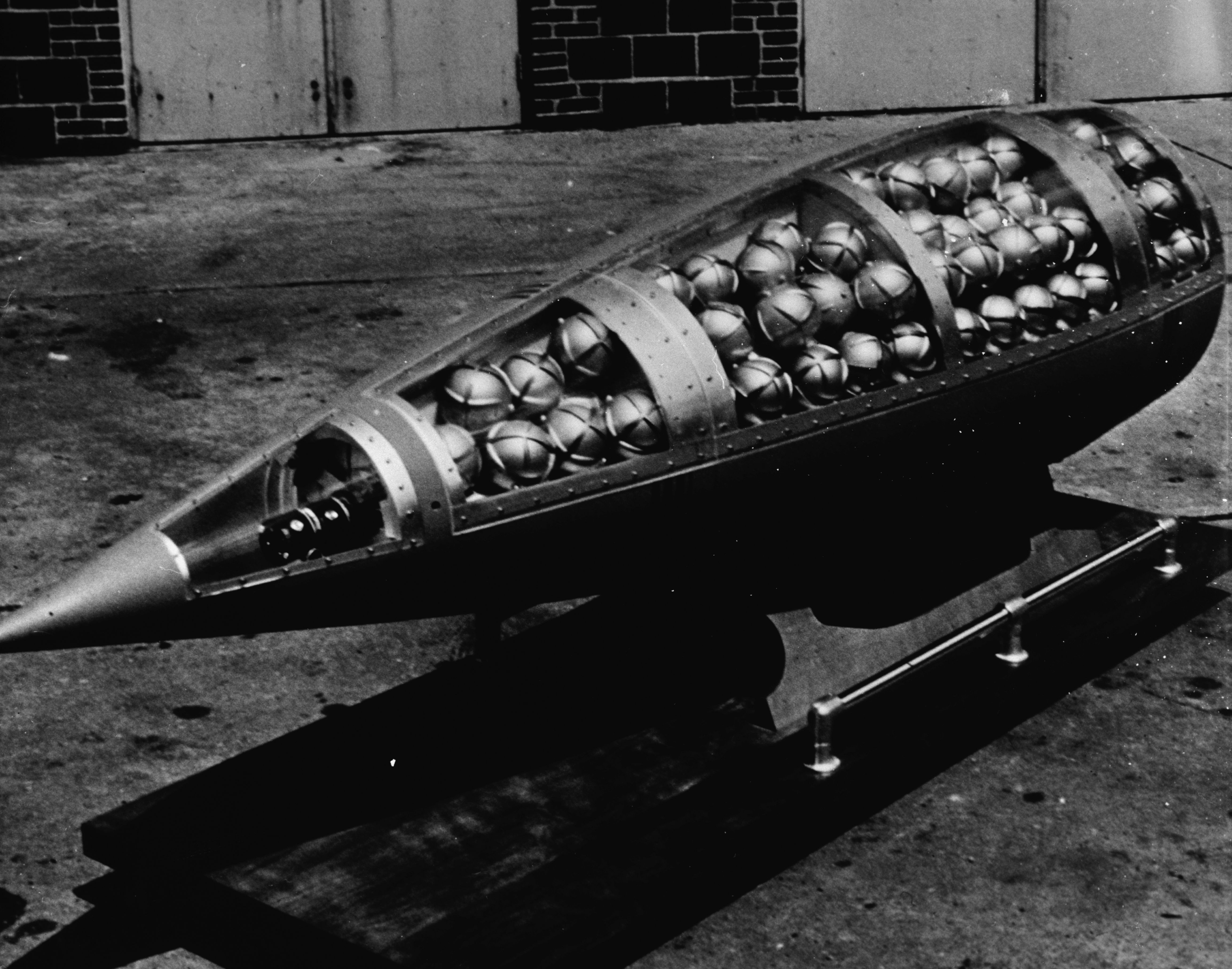
Bomba sucia (Cluster Bomb) en demostración

Bomba sucia es un término reciclado que actualmente se utiliza para denominar a los artefactos explosivos que diseminan elementos radiactivos en la atmósfera. Inicialmente se usó sobre todo para calificar a las bombas de fisión de bajo rendimiento así como las bombas termonucleares con cubierta físil en contraposición con las bombas limpias sin apenas residuos radiactivos (ver Bomba atómica). Pero, más recientemente, se ha usado para denominar a uno de los posibles tipos de los llamados dispositivos de dispersión radiológica (DDR). Otra denominación que se utiliza para este artefacto es el de bomba radiológica.
Tras los atentados del 11 de septiembre de 2001 el tema ha cobrado actualidad ya que se considera como un arma relativamente barata de fabricar y posible candidato a ser usada por grupos terroristas. A pesar del temor suscitado entre la gente una bomba sucia no es un arma de destrucción masiva ya que no produciría gran cantidad de muertes. Sus daños sin embargo serían más fruto del pánico así como importantes daños económicos.

## Antecedentes
Las primeras noticias de un intento de uso militar de un explosivo junto a una fuente radiactiva datan de la Guerra Irán-Irak (1980-1988) y de la Guerra del Golfo (1990-1991), en la que se utilizaron indiscriminadamente armas de destrucción masiva químicas y biológicas. Según informes de la ONU de esa primera guerra contra Irán, Irak ante la imposibilidad de obtener armas atómicas, se inclina por la fabricación más barata y sencilla de estas bombas sucias. En 1987 sus científicos prueban una bomba sucia de una tonelada pero los militares la desestiman para uso militar debido a la baja letalidad de la misma. Además observaron que para una buena dispersión del material radiológico requerían de unas condiciones atmosféricas ideales. A pesar de todo, se cree que se adaptaron alrededor de 100 bombas para armamento químico como bombas sucias.
En 1995 rebeldes chechenos colocaron una bomba sucia en el parque de Izmailovsky en Moscú compuesta por alrededor de 5 kg de explosivo y una fuente de Cesio-137, al parecer de uso médico. Aunque no fue utilizada más que como amenaza y demostración de fuerza, sí sirvió como aviso de la posibilidad de su construcción por los grupos terroristas.
A partir de entonces se ha informado de varios intentos de obtención de material radiactivo por parte de grupos terroristas, siendo el arresto del terrorista portorriqueño José Padilla uno de los casos más famosos, intensificando los controles de las posibles fuentes radiactivas que pudieran formar parte de una de estas bombas sucias.
Los accidentes que se han producido con fuentes radiactivas desde los comienzos de su uso práctico demuestran que deben tenerse en cuenta y preverse todo tipo de uso malintencionado de esas mismas fuentes por parte de grupos terroristas.
- Más información en: Lista de accidentes con fuentes radioactivas

Estos ejemplos de accidentes con fuentes huérfanas nos muestran lo graves que pueden ser las consecuencias si no se trata adecuadamente la emergencia. E incluso podrían resultar más graves ya que existe una diferencia fundamental entre estos casos accidentales y una bomba sucia, y es que una bomba sucia es el resultado de una acción premeditada que está dirigida a causar el mayor daño posible, mientras que un accidente no.